# Кавказская рулетка
«Кавказская рулетка» — российский драматический фильм, действие которого разворачивается на фоне Второй чеченской войны.

## Сюжет
Молодая русская девушка Анна, отслужившая снайпером у чеченских боевиков, вместе с грудным сыном возвращается в Россию. В поезде она встречается с Марией, матерью пленного российского солдата. Мария хочет заставить Анну вернуться в Чечню, чтобы из плена выпустили её сына. Ни одна из матерей не может уступить, ведь речь идёт о жизни и смерти их детей…

## В ролях
- Нина Усатова — Мария
- Татьяна Черкасова — Анна Канавка
- Анатолий Горячев — проводник вагона
- Сергей Гармаш — командир ОМОНа
- Татьяна Дружинина
- Казбек Азади
- Пилял Асхаков
- Виктор Супрун
- Владимир Аникин
- Александр Боровиков

## Фестивали и награды
- 2003 — премия «Ника» — номинация на лучшую женскую роль (Нина Усатова)
- 2003 — «Кинотавр» — номинация на главный приз «Золотая роза»